# CLAP (audio plug-in)
CLAP (abbreviazione di CLever Audio Plug-in) è un'architettura software open source, un’API (Application Programming Interface) e un’implementazione di riferimento per plugin audio. Viene utilizzata in software multimediali come stazioni audio digitali (DAW), editor audio e video con funzionalità audio integrate.

## Storia
Il progetto CLAP è nato nel 2014 ad opera dello sviluppatore Alexandre Bique e ha avuto uno sviluppo iniziale limitato. Dal 2015 Bique ha collaborato con Bitwig, mentre nel 2016 il produttore di sintetizzatori u‑he ha rilanciato il progetto. Con il ritiro del supporto a VST2 da parte di Steinberg (fine 2013, con imposizioni più severe nel 2018), l'interesse per un formato open source alternativo ha portato u‑he e Bitwig a rilasciare la specifica e l’implementazione di riferimento nel 2022, sotto licenza MIT.

## Obiettivi e caratteristiche
CLAP è pensato per offrire un'alternativa ai formati proprietari (come VST, Audio Units e AAX), con vantaggi quali:
- automazione di parametri non distruttiva (modulazioni che ritornano allo stato originale);
- supporto per inviluppi multi-voce (*multi-voice envelopes*);
- pieno ed effettivo supporto per MIDI 2.0 e MPE;
- migliore sfruttamento di CPU multi-core grazie a threading avanzato;
- API di base in linguaggio C semplice e facilmente estendibile;
- licenza MIT che consente sia plugin open source sia proprietari.

## Adozione e supporto
CLAP è supportato da numerose DAW (tra cui Bitwig Studio, REAPER, FL Studio, MuLab, Qtractor e MultitrackStudio ...) e da centinaia di produttori di plugin. Nel 2025 sono disponibili diverse centinaia di plugin in formato CLAP.

## Tecnologie correlate
- LADSPA, LV2 (formati open source per Linux, simili per ambito)
- VST, Audio Units, AAX (formati proprietari)